# HIT! HIT! HIT!
《HIT! HIT! HIT!》는 Kis-My-Ft2의 1번째 베스트 음반이다.

## 개요
Kis-My-Ft2의 첫 베스트 앨범으로, 1st 싱글 〈Everybody Go〉부터 9th 싱글 〈SNOW DOME의 약속/Luv Sick〉까지의 표제곡을 전 곡 수록.

## 수록곡

### CD
1. Everybody Go
2. We never give up!
3. SHE! HER! HER!
4. WANNA BEEEE!!!
5. Shake It Up
6. アイノビート -Dance ver.- / 사랑의 비트 -Dance ver.-
7. アイノビート -Rock ver.- / 사랑의 비트 -Rock ver.-
8. My Resistance -タシカナモノ- / My Resistance -확실한 것-
9. 運命Girl / 운명 Girl
10. キ･ス･ウ･マ･イ ～KISS YOUR MIND～ / 키·스·우·마·이 ~KISS YOUR MIND~
11. S.O.S (Smile On Smile)
12. キミとのキセキ / 너와의 기적
13. SNOW DOMEの約束 / SNOW DOME의 약속
14. Luv Sick
15. Kis-My-Calling ※통상반 B만
작사: 요코야마 케이타 / 작곡: 이소자키 타케시

### DVD

#### 초회반·통상반 A
- CD에 수록된 전 14곡의 비디오 클립

#### 초회반
- CD에 수록된 악곡의 단독 영상을 포함한 라이브 영상 13곡